# كارل روف
كارل روف (بالإنجليزية: Karl Rove)‏ (و. 1950 – م) هو صحفي، وعالم سياسة من الولايات المتحدة الأمريكية ولد في دنفر، كولورادو.

## التعليم
تعلم في جامعة يوتا، وجامعة تكساس، أوستن.

## روابط خارجية
- كارل روف على موقع IMDb (الإنجليزية)
- كارل روف على موقع الموسوعة البريطانية (الإنجليزية)
- كارل روف على موقع مونزينجر (الألمانية)
- كارل روف على موقع إن إن دي بي (الإنجليزية)
- كارل روف على موقع قاعدة بيانات الفيلم (الإنجليزية)